# Etofenamat
Etofenamat (łac. etofenamatum) – organiczny związek chemiczny, niesteroidowy lek o działaniu przeciwzapalnym i przeciwbólowym.

## Wskazania
- stłuczenia
- skręcenia
- naciągnięcia mięśni, ścięgien i stawów
- ból pooperacyjny
- choroba zwyrodnieniowa stawów
- zapalenie mięśni
- stany zapalne tkanek miękkich

## Przeciwwskazania
- nadwrażliwość na lek
- zaburzenia czynności wątroby i nerek
- astma oskrzelowa
- zmiany w obrazie krwi

Nie stosować na zmienioną zapalnie skórę.

## Działania niepożądane
- zaczerwienienie skóry
- skórne reakcje alergiczne
- bóle i zawroty głowy
- zaburzenia widzenia

## Preparaty
Preparaty proste zawierające etofenamat zarejestrowane w Polsce (stan na marzec 2025): Difortan,  Etodal,  Etoxam,  Lixim,  Traumon,  Traumuscol. W przeszłości był dostępny również w preparatach pod nazwami Etogel czy Rheumon.

## Dawkowanie
Stosować miejscowo na bolące miejsca, zwykle 3-4 razy w ciągu doby.